# Мушкіно
Мушкіно (рос. Мушкино) — селище Багратіоновського району, Калінінградської області Росії. Входить до складу Погранічного сільського поселення.
Населення — 124 особи (2015 рік).